# Gravitationel slynge
En gravitationel slynge (på engelsk kaldet gravity assist (flybys), der betyder forbi-flyvninger - og gravitational slingshots) er et begreb, der bruges om et rumfartøjs udnyttelse af gravitationen fra de himmellegemer det passerer til acceleration eller deceleration. Formålet er fx at spare brændstof og komme hurtigere frem til målet, planlægningen af sådan en rejse laves ud fra matematiske beregninger. Det er himmellegemets masse, der bestemmer hvor stor gravitation den har - og fartøjets mindsteafstand til planeten har betydning for, hvor stor effekt planetens gravitation får udøvet. Nogle gange passeres Lagrange-punkter for at komme i "stilling" til nyttige gravitationelle slynger.
Den gravitationelle slynge blev opdaget af Michael Minovitch (allerede da han var studerende) og præsenteret for Jet Propulsion Laboratory i form af en 47-siders teknisk artikel dateret d. 23. august 1961.

## Teori
En rumsonde, der nærmer sig en planet, vil accelereres da den potentielle energi mindskes. Da den mekaniske energi er uændret, vil den kinetiske energi derfor vokse. Efter at rumsonden har passeret den tætteste afstand til planeten, vil den decelereres. Den potentielle energi vokser så den kinetiske energi mindskes. Hvis planeten er stillestående, vil rumsondens energi efter mødet være uændret – ækvivalent med en cyklist, der øger farten ned af bakke, men mister fart op ad bakke (analogien har rulle- og luftmodstand, der skal ignoreres).
Da planeter omkredser Solen, vil rumsonden skubbes af planeten under passagen:
- En bold, der kastes mod en stillestående lastbil, vil ikke modtage energi fra lastbilen.
- En bold der kastes på en modkørende lastbil, vil i deformationsfasen skubbes fremad af lastbilen.
- En bold der kastes på en bortkørende lastbil, vil i deformationsfasen skubbe lastbilen fremad.

Meget simpelt fortalt vil rumsonder, der passerer bag planeten, modtage energi fra planeten. Rumsonder, der passerer foran planeten, vil frigive energi til planeten. Da masseforskellen imellem rumsonden og planeten er enorm, vil rumsondens hastighed ændres mærkbart – mens planetens er ubetydelig. Lastbil analogien halter her, da bolden flyver tilbage til udgangspunktet. Hvis lastbilen kunne tiltrække bolden, når den var tæt på og man kastede parallelt med lastbilen, passer analogien.
En anden effekt ved tætte planetpassager er at den relative hastighed ift. Solen kan ændres. Hvis banen afbøjes, vil hastigheden ift. Mælkevejen være den samme, men ændres ift. Solen. Rumsonder arver Jordens tangentialhastighed omkring Solen. Denne hastighedskomponent på ca. 30 km/s kan afbøjes væk fra Solen og accelerere rumsonden mod de ydre planeter.

## Praktisk anvendte gravitationelle slynger
Pioneer 10 var den første rumsonde, der anvendte gravitationelle slynger, da den passerede Jupiter i 1973. Pioneer 10 blev accelereret til den tredje kosmiske hastighed og forlader derved Solsystemet.
Mariner 10 var den første rumsonde, der anvendte gravitationelle slynger til deceleration. Den skulle besøge Merkur og blev sendt på en bane mellem Jordens og Venus' baner. Da den nåede venusbanen i 1974, decelererede Venus rumsonden, så den faldt ind mod Solen. Den nye bane krydsede Merkurs bane og Mariner 10 fløj forbi Merkur tre gange i 1974-75. Uden gravitationelle slynger, ville den stadig flyve rundt mellem Jordens og Venus' baner.
I 1978 blev rumsonden ISEE-3 (International Sun-Earth Explorer-3) sendt op for at observere Jordens magnetfelt og solvinden, rumsonden blev med tilladelse "kapret" af en af NASAs projektledere Robert Farquhar og omdøbt til International Cometary Explorer (ICE). Rumsonden anvendte gravity assist i form at ottetaller om Månen og Jorden med formålet at blive gravitationelt slynget ud til Halleys komet med henblik på undersøgelse.
Gravitationelle slynger kan også anvendes til at afbøje banen væk fra ekliptika. Ulysses fløj forbi Jupiter den 8. februar 1992 og udnyttede Jupiters tyngdefelt til en bane 80°,2 fra ekliptika. Derved kunne Solens poler observeres.

## Gravitationel slyngning af større himmellegemer
Gravitationelle slynger sker passivt i vores univers. Fx kan en planet blive sendt fra stjerne til stjerne - og endda ud af hjemmegalaksen. Selv stjerner kan sendes ud af en galakse via en gravitationel slynge.
Studerende fra NBI har muligvis opdaget et supermassivt sort hul (SDSS1133) i Karlsvognen. Tesen er at det supermassive sorte hul er blevet gravitationelt slynget ud af dværggalaksen Markarian-177 under en galaksekollision med en anden galakses supermassive sorte hul. Opdagelsen af SDSS1133 blev gjort med rumteleskopet Swift og et af Keck-teleskoperne.
Selv galakser kan gravitationelt slynges væk fra en anden galakse.